# Amblyseius koothaliensis
Amblyseius koothaliensis (лат.) — вид паразитиформных клещей рода Amblyseius из семейства Phytoseiidae (Mesostigmata). Мелкие свободноживущие хищные клещи длиной менее 1 мм. Индия (Керала). От близких видов отличается следующими признаками: вентрианальный щит не вазообразный; сета z4 короткая, не длиннее двух третей расстояния между основаниями z4 и s4; щетинка z5 очень длинная (528 мкм). Дорсальные щетинки заострённые (заднебоковых щетинок PL 3 пары, а переднебоковых AL — 2 пары). Дорсальный щит склеротизирован. Вид был впервые описан в 2005 году по материалам из Индии, собранным на папайи (Carica papaya, Caricaceae), а его валидный статус подтверждён в 2017 году (под названием Amblyseius koothallensis).